# Congiopodus peruvianus
Congiopodus peruvianus är en fiskart som först beskrevs av Cuvier 1829.  Congiopodus peruvianus ingår i släktet Congiopodus och familjen Congiopodidae. Inga underarter finns listade i Catalogue of Life.